# Sophie Zelmani

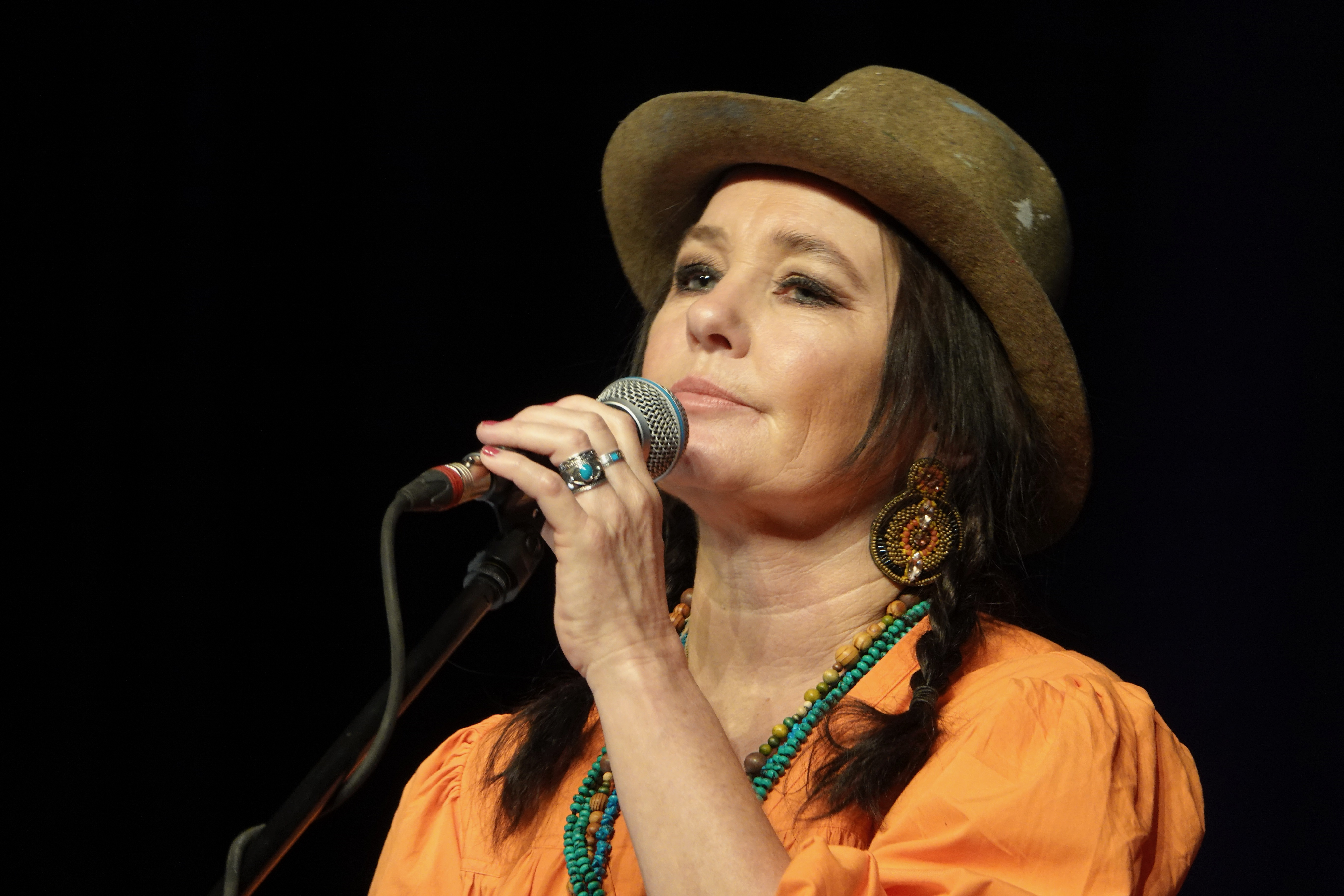
Sophie Zelmani (2023)

Sophie Zelmani (* 12. Februar 1972 in Stockholm als Sophie Christina Zellmani, später nach ihrem Stiefvater zwischenzeitlich auch Sophie Edkvist) ist eine schwedische Sängerin und Musikerin.

## Leben und Karriere
Sophie Zelmani wuchs in einem Stockholmer Vorort auf. Nach dem Tod ihres Vaters begann sie als 14-Jährige, eigene Musik zu schreiben. Zelmanis Stiefvater brachte ihr später das Gitarrenspielen bei. Während ihrer Tätigkeit als Praktikantin in einem Tonstudio bekam sie die Möglichkeit, eigene Demobänder aufzunehmen. Als sie im Alter von 20 Jahren diese Demotapes an Labels versandte, reagierte Sony Music als erster und sie erhielt einen Plattenvertrag. Dabei änderte sie ihren Nachnamen und nahm den russischen Nachnamen ihres Großvaters an, der schon ihr Geburtsname war, ließ dabei aber ein „l“ im Namen wegfallen. Bereits ihr Debütalbum Sophie Zelmani aus dem Jahr 1995 war zusammen mit ihrer Single Always You in Schweden ein Erfolg, später auch in ganz Europa und in Japan. Mit ihrem zweiten Album Precious Burden (1998) war sie auch in den USA erfolgreich.
Zelmani lebte 2019 auf einer schwedischen Insel. Sie ist verheiratet; das Paar hat eine Tochter (* 1999). Etta Zelmani veröffentlichte 2019 ihre erste Single.

## Musikstil und Einflüsse
Zelmani hat mit dem Gitarristen und Produzenten Lars Halapi bereits seit ihrem Karrierestart zusammengearbeitet und nimmt ihre Lieder oft in seinem eigenen Tonstudio auf in der Österlen-Region in Schonen auf. Sie schreibt englische Texte, da sie es als schwerer erachtet, sich mit schwedischen Texten treffend auszudrücken.
Sophie Zelmanis Musik baut auf ihre leise und zurückhaltende Stimme auf im Zusammenspiel mit akustischer Gitarre. Beeinflusst wurde sie u. a. von Bob Dylan und Leonard Cohen. Eine Coverversion von Bob Dylans Most of the Time befindet sich auf dem Filmsoundtrack Masked and Anonymous.

## Sonstiges
Zelmani ist medienscheu und bekannt für ihr Lampenfieber. Sie zieht es vor, sich vor allem durch ihre Musik auszudrücken und nicht mehr als notwendig zu reden.

## Diskografie (Auswahl)

### Alben
| Jahr | Titel                        | Höchstplatzierung, Gesamtwochen, AuszeichnungChartplatzierungen (Jahr, Titel, Platzierungen, Wochen, Auszeichnungen, Anmerkungen) | Höchstplatzierung, Gesamtwochen, AuszeichnungChartplatzierungen (Jahr, Titel, Platzierungen, Wochen, Auszeichnungen, Anmerkungen) | Höchstplatzierung, Gesamtwochen, AuszeichnungChartplatzierungen (Jahr, Titel, Platzierungen, Wochen, Auszeichnungen, Anmerkungen) | Anmerkungen                              |
| Jahr | Titel                        | SE | DE | CH | Anmerkungen                              |
| ---- | ---------------------------- | --- | --- | --- | ---------------------------------------- |
| 1995 | Sophie Zelmani               | SE4 Gold · (11 Wo.)SE | — | — | Erstveröffentlichung: 11. September 1995 |
| 1998 | Precious Burden              | SE11 (16 Wo.)SE | — | — | Erstveröffentlichung: 6. März 1998       |
| 1999 | Time to Kill                 | SE11 (9 Wo.)SE | — | — | Erstveröffentlichung: 8. November 1999   |
| 2002 | Sing and Dance               | SE3 Gold · (41 Wo.)SE | — | CH88 (4 Wo.)CH | Erstveröffentlichung: 2. Januar 2002     |
| 2003 | Love Affair                  | SE2 Gold · (20 Wo.)SE | — | CH33 (8 Wo.)CH | Erstveröffentlichung: 22. Dezember 2003  |
| 2005 | A Decade of Dreams 1995–2005 | SE2 (12 Wo.)SE | — | CH65 (2 Wo.)CH | Erstveröffentlichung: 2. November 2005   |
| 2007 | Memory Loves You             | SE2 (17 Wo.)SE | DE90 (1 Wo.)DE | CH9 (6 Wo.)CH | Erstveröffentlichung: 7. Februar 2007    |
| 2008 | The Ocean and Me             | SE1 (12 Wo.)SE | — | CH13 (5 Wo.)CH | Erstveröffentlichung: 1. September 2008  |
| 2010 | I’m the Rain                 | SE3 (13 Wo.)SE | — | CH21 (5 Wo.)CH | Erstveröffentlichung: 22. Februar 2010   |
| 2011 | Soul                         | SE12 (7 Wo.)SE | — | CH69 (1 Wo.)CH | Erstveröffentlichung: 21. November 2011  |
| 2014 | Going Home                   | SE13 (1 Wo.)SE | — | — |                                          |
| 2014 | Everywhere                   | SE12 (3 Wo.)SE | — | — | Erstveröffentlichung: 24. September 2014 |
| 2017 | My Song                      | SE8 (1 Wo.)SE | — | CH54 (1 Wo.)CH | Erstveröffentlichung: 3. März 2017       |
| 2019 | Sunrise                      | SE23 (1 Wo.)SE | — | — | Erstveröffentlichung: 15. März 2019      |
| 2022 | The World Ain’t Pretty       | SE40 (1 Wo.)SE | — | — | Erstveröffentlichung: 23. September 2022 |
| 2025 | Lake Geneva                  | — | — | CH75 (1 Wo.)CH | Erstveröffentlichung: 11. April 2025     |

### Singles
| Jahr | Titel Album            | Höchstplatzierung, Gesamtwochen, AuszeichnungChartsChartplatzierungen (Jahr, Titel, Album, Platzierungen, Wochen, Auszeichnungen, Anmerkungen) | Anmerkungen |
| Jahr | Titel Album            | SE | Anmerkungen |
| ---- | ---------------------- | --- | ----------- |
| 1996 | So Good Sophie Zelmani | SE53 (1 Wo.)SE |             |